# ...dai nemici mi guardo io!
...dai nemici mi guardo io! è un film del 1968 diretto da Mario Amendola.

## Trama
In punto di morte, un maggiore sudista consegna ad Alan Burton, uno dei tre dollari speciali che consentiranno al loro possessore per mettere le mani sul tesoro.